# Tethina stobaeana
Tethina stobaeana is een vliegensoort uit de familie van de Canacidae. De wetenschappelijke naam van de soort is voor het eerst geldig gepubliceerd in 1996 door Munari.